# I Remember You (핀과 제이크의 어드벤처 타임)
〈I Remember You〉는 카툰 네트워크의 애니메이션 시리즈 《핀과 제이크의 어드벤처 타임》의 다섯 번째 시즌 스물다섯 번째 에피소드이다. 대한민국 방영 명칭은 〈널 기억 못 할 때〉이다. 콜 산체스, 리베카 슈거가 스토리보드 아티스트 및 작가로 참여했으며, 패트릭 맥헤일, 켄트 오즈번, 펜들턴 워드가 각본을 담당했다. 2012년 10월 15일 첫 방영되었으며, 이 에피소드에서는 마르셀린이 얼음 대왕과 함께 곡을 만들며 과거를 회상하는 내용을 그리고 있다.

## 줄거리

### 배경
작품 내에서 마르셀린은 천 년을 산 뱀파이어이다. 얼음 대왕은 우 랜드의 공주들을 자주 납치하는 악당이지만, 어딘가 나사 빠진 듯한 행동을 보인다. 사실 그는 사이먼 페트리코프(Simon Petrikov)라는 이름을 가진 평범한 사람이었지만, 마법의 왕관을 찾은 뒤 얼음의 힘을 얻어 기억을 잃고 정신이 나가게 된다. 그리고 여러 인물들과 사건을 통해 작품의 시간적 배경이 버섯 전쟁(Mushroom War)이라는 핵 전쟁이 일어난 뒤의 지구라는 사실이 밝혀진다.

### 전개
얼음 대왕은 공주들을 유혹하기 위해 마르셀린과 함께 곡을 쓰기로 결심한다. 아이디어를 얻기 위해 자신의 스크랩북을 아무렇게나 찢어 챙긴 얼음 대왕은 마르셀린의 동굴로 날아간다. 마르셀린은 처음에는 제안을 거절하고, 뒤따라온 핀과 제이크는 얼음 대왕을 데려가려고 하지만 마르셀린은 결국 곡 쓰는 것을 도와주게 된다. 얼음 대왕은 버블검 공주에 대한 노래를 부르며 자신의 외로움을 표현하며 울게 된다. 울면서 마르셀린의 집을 부수려 하자, 마르셀린은 얼음 대왕을 말린다. 마르셀린은 노래를 통해 얼음 대왕이 정신이 나갔더라도 그를 보게 되어 기쁘다고 말한다. 얼음 대왕은 마르셀린이 자신을 좋아한다는 사실에 놀라고, 둘은 서로 포옹을 한다. 하지만 얼음 대왕은 마르셀린의 말을 잘못 이해한 나머지 뽀뽀를 하려하고, 화난 마르셀린은 얼음 대왕의 원래 이름인 사이먼을 알려주며 기억을 되찾게 하려고 한다.
하지만 얼음 대왕은 기억을 전혀 하지 못하고, 마르셀린은 얼음 대왕이 가져온 스크랩북을 통해 그의 옛날 모습을 보여준다. 종이 조각에서 자신의 어린 모습의 사진을 찾아낸 마르셀린은 그 뒤에 얼음 대왕이 천 년 전에 적은 글을 발견하게 된다. 그 글에는 왕관 때문에 자신이 미쳐가고 있으며, 나중에 무슨 짓을 하더라도 용서를 해달라는 내용이 담겨 있었다. 하지만 얼음 대왕은 글의 의미를 이해하지 못하고, 자신이 좋은 가사를 써놨다고 생각하며 기뻐한다. 마르셀린은 슬픔에 눈물을 흘리며 노래를 함께 부른다.
노래를 부르는 와중에 화면은 폐허가 된 도시로 바뀐다. 눈물을 흘리고 있는 어린 마르셀린을 발견한 사이먼은 달려와 눈물을 닦아 주고, 엉망이 된 장난감 가게에서 곰 인형을 하나 가져다 준다. 곰 인형을 받은 마르셀린은 눈물을 그치고 활짝 웃는다.

## 제작

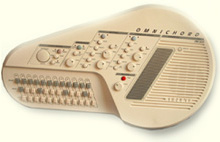
리베카 슈거는 노래 〈Remember You〉의 반주에 옴니코드를 사용하였다.

〈I Remember You〉는 콜 산체스와 리베카 슈거가 스토리보드 작가로 참여했으며, 패트릭 맥헤일, 켄트 오즈번, 펜들턴 워드가 각본을 맡았다. 감독은 래리 레이클리터가 담당했다. 에피소드의 주요 소재인 마르셀린과 얼음 대왕의 과거는 워드의 아이디어에서 나왔다. 또한 슈거는 마르셀린과 얼음 대왕의 뮤지컬 에피소드를 추진하고 있었다. 슈거는 이 에피소드에서 마르셀린의 디자인을 담당했다. 슈거는 마르셀린이 입은 셔츠가 ‘옛날 D.A.R.E. 셔츠’를 기반으로 했다고 밝혔다. 제작 당시 에피소드의 원래 제목은 〈Help〉였다. 애덤 무토는 비틀즈의 동명의 노래와 이름이 똑같아서 바뀌었다고 농담 삼아 말했다.
이 편에는 노래 〈Oh Bubblegum〉, 〈Nuts〉, 〈Remember You〉가 삽입되었다. 슈거는 모든 곡의 작곡 및 작사를 직접 하였다(산체스는 〈Oh Bubblegum〉의 작사에 함여하였다.). 슈거는 노래의 데모를 녹음하였고, 리베카의 아빠인 롭 슈거(Rob Sugar)는 데모 버전의 곡을 자신의 유튜브 계정에 올렸다. 〈I Remember You〉의 데모에서 슈거는 옴니코드를 이용한 반주를 사용하였으며, 이 데모곡은 실제 에피소드에 그대로 적용되었다. 롭은 영상 설명에서 〈Oh Bubblegum〉에서 음이 갑자기 바뀌는 부분은 전력 문제 때문에 우연히 일어났다고 밝혔다. 제작진들은 옴니코드가 힘을 잃으면서 나는 소리가 에피소드의 분위기와 어울린다고 생각하여 해당 부분을 넣게 되었다. 슈거는 〈Remember You〉에 대해 “올리비아 올슨과 톰 케니와 함께 작업을 할 수 있어서 좋았다. 둘이 부스 안에서 서로 케미스트리가 잘 맞았다.”라고 말했다. 올슨은 에피소드의 주제는 슬픈 내용이었지만, 더빙과 음악 작업은 재미있게 이루어졌다고 언급했다.
새로 나온 노래 이외에도, 두 번째 시즌 에피소드 〈It Came from the Nightosphere〉에서 나온 〈The Fry Song〉이 다시 등장하였다. 〈It Came from the Nightosphere〉 녹음 당시, 톰 케니는 장난삼아 얼음 대왕의 목소리로 노래를 불렀고, 이는 세 번째 시즌 〈Holly Jolly Secrets〉에 삽입되었다. 그 후 〈I Remember You〉에서는 얼음 대왕이 건터 버전의 노래를 부르는 장면이 등장하였다.

## 반응
〈I Remember You〉는 2012년 10월 15일 카툰 네트워크에서 방영되었다. 253만 5만명의 시청자 수를 기록하였고, 해당 방영 시간대 기준 18세에서 49세 연령층의 0.5%가 시청하였다. 2013년 3월 25일에는 다섯 번째 시즌 에피소드 〈Simon & Marcy〉와 함께 30분 스페셜로 재방영되었다.
io9의 찰리 제인 앤더스는 ‘여태껏 본 것 중에 가장 강렬한 에피소드’라고 평가했다. 특히 마지막 회상 장면에 대해, “마르셀린과 얼음 대왕의 노래가 흘러나오는 마지막 장면을 볼 때는 감정이 북받쳐오르고 머릿속이 복잡해졌다. 텔레비전 프로그램, 특히 어린이 만화인데도 이런 생각이 든다는 것은 매우 드문 것 같다.”라고 말했다. 앤더스는 그 이유로 버섯 전쟁이 일어난 바로 직후의 현장을 보여줌으로써 시청자들에게 마르셀린이 느끼는 개인적인 감정을 전 세계의 종말로 잘 확대시켜 보여준 점을 들었다.
《디 A.V. 클럽》의 올리버 사바(Oliver Sava)는 “《어드벤처 타임》의 에피소드 중 〈I Remember You〉처럼 눈물샘을 자극한 에피소드는 없을 것이다.”라고 말했다. 또한 마르셀린과 얼음 대왕을 가장 비극적인 인물이라고 언급하며, 둘을 표현한 방식이 좋았다고 평가했다. 그리고 얼음 대왕의 상태가 조울증을 앓고 있는 환자의 모습과 비슷하다면서, 정신 질환이 사람들 사이의 유대 관계를 얼마나 망가뜨릴 수 있는지 보여준다고 말했다. 인디와이어(IndieWire)의 에릭 콘(Eric Kohn)은 〈Simon & Marcy〉의 방영 직후 한 기사에서 〈I Remember You〉가 시리즈 최고의 에피소드 중 하나라고 말했다. 동명의 곡에 대해서도 감정을 잘 표현하였다고 비평했다.
《팝매터스》의 스티븐 아운(Steven Auon)은 에피소드가 “두 조연 인물을 중심으로 기억과 정체성 사이의 관계를 최전면에 내세왔다.”라고 말했다. 소설가 레브 그로스먼은 NPR과의 인터뷰에서 얼음 대왕의 과거 이야기에 대해 긍정적인 평가를 했으며, 얼음 대왕의 상태를 분석한 결과 그의 행동이 ‘심리학적으로 타당하다.’라고 말했다. 그로스먼은 《어드벤처 타임》이 정신 질환과 관련된 문제를 잘 다루었다면서, “매우 감동적이었다. 나의 아버지는 알츠하이머 때문에 가끔은 자신이 누구인지조차 기억하지 못하셨다. 이 만화를 보고서는 우리 아버지의 임종이 떠올랐다.”라고 밝혔다.